# Ивана, Милан
Милан Ивана (словац. Milan Ivana; род. 26 ноября 1983 года в Кальнице) — словацкий футболист.

## Клубная карьера
Ивана начал играть в футбол в возрасте шести лет в спортивном клубе «Заважан Калиница» из его родного села, а в 1994 году перешёл в клуб «Поважан» (Нове-Место-над-Вагом). В 15 лет он перешёл в «Тренчин» и позже стал играть в официальных матчах лиги. В январе 2004 года нападающего подписал чешский клуб первого дивизиона «Словацко». В первый год Ивана провёл 13 матчей и забила три мяча. В сезоне 2004/05 он выступал в основном составе и забил четыре мяча в 27 матчах. В сезоне 2005/06 он стал лучшим бомбардиром высшего дивизиона Чехии, забив 11 мячей в 29 играх. В сентябре 2006 года у него было несколько неудачных попыток перейти в «Цюрих». В июле 2007 года он прошёл просмотр в «Боруссия Мёнхенгладбах», но в итоге перешёл в клуб «Славия Прага». В новой команде словак не смог заявить о себе; в сезоне 2008/09 он сыграл в 17 матчах, но только два из них начал в основе. В конце июля 2009 года нападающий перешёл в словацкий клуб «Слован Братислава», с которым выиграл кубок 2010 года, а в 2011 году оформил «золотой дубль».
В январе 2012 года после успешного просмотра он перешёл в клуб Третьей лиги «Веен», с которым подписал контракт до конца сезона. Он также выступал за клуб из Гессена в следующем сезоне. 29 июля 2013 года он подписал контракт на один сезон с «Дармштадт 98». Там он за два сезона поднялся из третьего в первый дивизион. Затем он перешёл в клуб региональной лиги «Эльферсберг». Летом 2017 года он перешёл в клуб региональной лиги «Рёхлинг Фёльклинген». Из-за постоянных проблем с коленом он завершил карьеру в августе 2018 года.

## Национальная сборная
Ивана провёл множество международных матчей в молодёжных командах Словакии и была капитаном сборной U-21. 31 марта 2004 года он дебютировал в составе национальной сборной, которая сыграла вничью 1:1 в товарищеском матче против Австрии в Братиславе.